# Kim Kyong-il
Kim Kyong-il (ur. 11 grudnia 1988) – północnokoreański piłkarz występujący na pozycji pomocnika w klubie Rimyongsu.

## Kariera
Kim Kyong-il jest wychowankiem Rimyongsu Sports Group, w którym nadal występuje. W 2007 roku zadebiutował w reprezentacji Korei Północnej. Został powołany do kadry na Mistrzostwa świata 2010.